# (185) Eunice
(185) Eunice és un asteroide que forma part del cinturó d'asteroides i va ser descobert l'1 de març de 1878 per Christian Heinrich Friedrich Peters des de l'observatori Litchfield de Clinton, als Estats Units d'Amèrica.
Està anomenat per Eunice, una deessa de la mitologia grega.
Eunike orbita a una distància mitjana del Sol de 2,737 ua, i s'apropa fins a 2,383 ua. Té una inclinació orbital de 23,24° i una excentricitat de 0,1294. Empra 1.654 dies a completar una òrbita al voltant del Sol.